# Kis nyársasszarvas
A kis nyársasszarvas (Mazama rufina) az emlősök (Mammalia) osztályának párosujjú patások (Artiodactyla) rendjébe, ezen belül a szarvasfélék (Cervidae) családjába és az őzformák (Capreolinae) alcsaládjába tartozó faj.

## Rendszertani helyzete
1999-ig a Mazama nanát és a nyársas szarvast (Mazama bricenii) ennek az állatnak az alfajainak vélték.

## Előfordulása
A kis nyársasszarvas előfordulási területe Kolumbia, Ecuador és Észak-Peru hegységei. Az Andokon levő erdők és tundraszerű térségek lakója. 1400-3600 méteres tengerszint feletti magasságok között él.

## Megjelenése
Az egyik legkisebb méretű nyársasszarvas. A szőrzete sötét vöröses színű, míg a lábai és a feje teteje feketések.

## Egyéb
A pleisztocénben az itt élő emberek számára fontos táplálékforrás lehetett.

## Képek

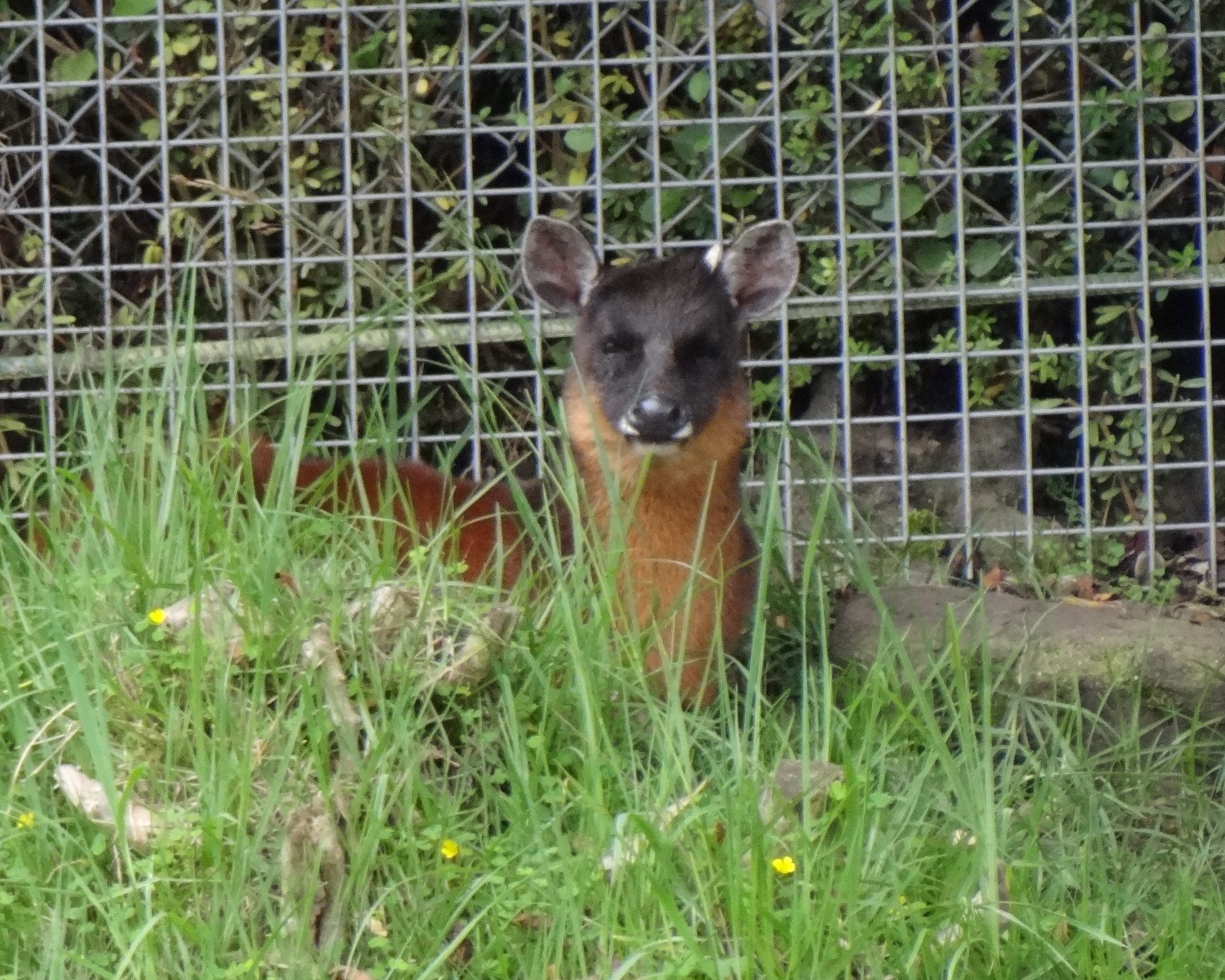
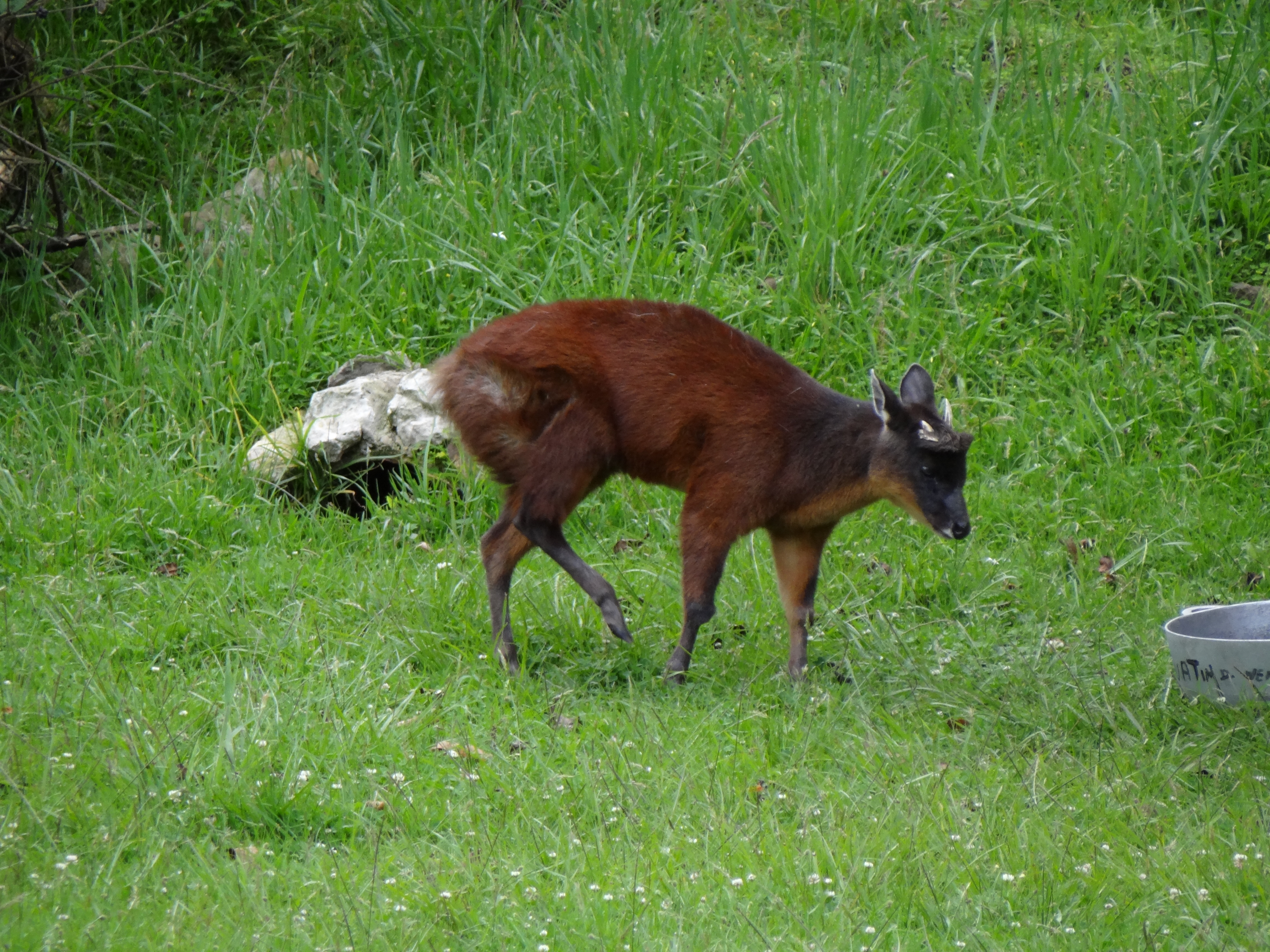

### Fordítás
- Ez a szócikk részben vagy egészben  a   Little red brocket című angol Wikipédia-szócikk ezen változatának fordításán alapul.  Az eredeti cikk szerkesztőit annak laptörténete sorolja fel. Ez a jelzés csupán a megfogalmazás eredetét és a szerzői jogokat jelzi, nem szolgál a cikkben szereplő információk forrásmegjelöléseként.